# 39. pehotna brigada (ZDA)
39. pehotna brigada (lahka) (samostojna/povečana) je bojna brigada kopenske vojske ZDA, ki je sestavljena iz pripadnikov arkansaške nacionalne garde in je nastanjena v Little Rock (Arkansas).
39. brigada je ena izmed 15 brigad, ki so dobile naziv povečana, saj so prejele boljšo oborožitev, povečali so število vojakov ter jim omogočili bolj intenzivno urjenje.

## Zgodovina
Začetki brigade segajo v 1917, ko je bila 18. julija ustanovljena 39. pehotna divizija, ki so jo sestavljali vojaki iz Louisiane, Misisipija in Arkansasa. 25. avgust 1917 je bila reorganizirana  v trenažno enoto (Camp Beauregard, Louisiana), ki je urila vojake za druge vojaška enota, ki so se šle med prvo svetovno vojno boriti v Evropo. Po koncu vojne je bila 23. januarja 1919 razpuščena.
Med drugo svetovno vojno brigada ni bila reaktivirana; vojake pa so razmestili v ostale bojne enote; veliko se jih je javilo za služenje v 3. oklepni diviziji.
27. maja 1946 je bila reaktivirana kot poveljstvo 39. pehotne divizije; naslednje leto pa so jo premestili v Arkansas, medtem ko so vojaki iz Louisiane ostale v svoji državi ter iz njih ustanovili samostojno formacijo. Med krizo v Little Rocku 1957 je bila 26. avgusta 1947 federalizirana kot 39. pehotna divizija za potrebe vzdrževanje javnega redu in mira.
Med 24. septembrom in 25. oktobrom 1957 je bila v aktivni federalni službi.
1. decembra 1967 so jo reorganizirali v 39. pehotna brigada (samostojna); 1973 so jo povezali z 101. zračnoprevozno divizijo (zračnodesantno) kot partnerja za trening, pri čemer so jo organizirali kot zračnodesantno brigado.
12. aprila 1994 je bila izbrana kot ena izmed 15 povečanih brigad znotraj Army Integrated Division; leta 1999 so jo vključili v 7. pehotno divizijo
Jeseni 2003 je bila brigada razporejena v Irak za dobo 18 mesecev, kjer je bila nastanjena v bagdadški Zeleni coni in Campu Cooke kot 39. brigadna bojna skupina. Pomladi leta 2005 se je brigada pričela vračati nazaj v ZDA; zadnji pripadniki so se vrnili šele februarja 2006. V tem času je padlo v boju 33 pripadnikov brigade.

## Organizacija
Trenutna
- 1. bataljon, 153. pehotni polk (Malvern, Arkansas)
- 2. bataljon, 153. pehotni polk »Gunslingers« (Searcy, Arkansas)
- 3. bataljon, 153. pehotni polk (Warren, Arkansas)
- 1. bataljon, 206. poljski artilerijski polk (Russellville, Arkansas)
- četa E, 151. konjeniški polk (Marianna, Arkansas)
- 239. vojaška obveščevalna četa (Perryville, Arkansas)
- 239. inženirska četa (Clarksville, Arkansas)
- 39. podporni bataljon (Hazen, Arkansas)
- četa F, 1. bataljon, 202. zračnoobrambni artilerijski polk (Galva, Illinois)*

*Ta polk je del illinoiške nacionalne garde.